# 러시아계 라트비아인
러시아계 라트비아인(라트비아어: Latvijas krievi; 러시아어: Русские в Латвии)은 지난 2세기 동안 라트비아에서 가장 큰 소수 민족이었다. 라트비아의 러시아인 수는 1935년 전체 인구의 8.8%(206,499명)에서 1989년 34.0%(905,515명)로 커졌을 때 소련이 라트비아를 점령하는 동안 4배 이상 증가했다. 라트비아가 1991년 독립을 되찾은 이후 규모가 다시 줄어들기 시작하여서 2018년 초에는 25.2%까지 떨어졌다.

## 고대 라트비아
라트비아어로 "러시아인"을 뜻하는 크리비야(라트비아어: Krievija)와 "러시아"를 뜻하는 크리야제메(라트비아어: Krievzeme)는 초기 동슬라브족의 부족 연합 중 하나인 크리비치족에서 유래한 것으로 생각된다. 11세기부터 12세기까지 동부 라트비아의 예르시카 공국과 코크네세 공국은 폴라츠크 공국에 경의를 표했다.

## 리보니아
코크네세는 1208년에 검의 형제기사단에게 빼앗겼고 1209년에 예르시카에게 빼앗겼고 나중에 둘 다 테라 마리아나(리보니아)에 통합되었다.

### 초기 무역
동슬라브족의 존재는 주로 도시의 상인으로 남아있었고, 모스크바 대공국과 현재 러시아의 다른 지역과의 무역 관계도 보존되었다. 노브고로드 공화국의 상인들은 리가 회원이었던 한자 동맹과, 리가 상인 길드를 통해 상인들과 무역 관계를 맺었다. 그럼에도 불구하고, 노브고로드가 리보니아와 무역하는 것을 막는 경제 봉쇄를 포함하여, 독일이 지배하는 무역 동맹에서 러시아의 이익 전망은 제한적이었다. 1392년 뉘보르그 협정에 따라 독일과 러시아 상인들이 이동의 자유를 누리는 것이 합의되면서 상황은 바뀌었다. 러시아의 무역은 다음 세기에 걸쳐 리보니아의 발전에 크게 기여했다.

### 지역 권력 투쟁
1481년 이반 3세는 리보니아 남동부의 뒤나부르크성을 점령했다. 리보니아 전쟁 동안 러시아의 차르 이반 4세 라트비아 동부에 있는 여러 성과 마을을 점령했고 그 중 일부는 심지어 4년 동안 보유했다.
17세기 후반부터 종교적으로 억압된 러시아의 고의식파들은 폴란드-리투아니아 연방의 일부였던 라트갈레에 정착했다.
17세기에 러시아의 알렉시스 1세가 일으킨 러시아-스웨덴 전쟁 동안 러시아는 라트갈레 동부의 대부분을 점령하고, 뒤나부르크를 보리소글롭스크로 개명하고, 1656년부터 1667년까지 11년 동안 이 지역을 지배했다. 러시아는 안드루소보 조약에 따라 이 지역을 폴란드에 넘겨야 했다.

### 러시아 통치하의 통합
1710년 대북방 전쟁에서 셰레메테프 백작이 리가를 점령하면서 표트르 1세의 스웨덴령 리보니아 정복은 완료되었다. 라트비아를 통한 러시아 무역이 번창하기 시작했고 활발한 러시아 상인 계층이 라트비아에 정착하기 시작했다. 리가 최초의 러시아 학교는 1789년에 설립되었다. 라트갈레는 1772년 제1차 폴란드 분할 이후 러시아 제국에 합병되었고, 쿠르제메와 젬갈레는 1795년 쿠를란트와 세미갈리아 공작령(쿠를란트-젬갈레 공국)이다.
러시아의 수도는 라트비아를 포함한 발트해 국가들을 통한 무역에 투자되었다. 그 이익 중 일부는 러시아 소유의 산업을 설립하는 데 쓰였다. 19세기 중엽에, 개발 중인 산업은 러시아 노동자들을 끌어들이기 시작했다. 러시아 소작농의 유입은 계속되었고, 러시아 제국의 나머지 지역들과 동일한 법의 적용을 받지 않는 발트 지방들에 일정 정도의 자치권을 부여했기 때문에 제국 내에서 덜 사회적, 종교적으로 억압적인 조건을 추구했다. 러시아 귀족들도 존재감을 확립했지만, 행정 통제는 발트 독일인들의 손에 맡겨졌다.

### 인구 통계
19세기 말에는 라트비아의 러시아인 인구가 상당히 많았다. 1897년 제1차 전러시아 인구조사에 따르면 라트갈레 77,000명, 비제메 68,000명, 쿠르제메와 젬갈레 26,000명 등 총 171,000명이 분포했다. 도시 인구는 라트갈레를 제외하고 시골의 약 2배였다.
러시아 인구의 절반인 비제메, 쿠르제메, 젬갈레는 러시아 인근 지방에서 왔다. 예를 들어 라트갈레의 레제크네 지역에서는 러시아인의 10%가 다른 지방 출신이었다. 가장 많은 신참자들이 카우나스, 비테브스크, 빌뉴스와 같은 인근 제국의 속주들에서 왔다.
그들의 사회 구조에서 러시아인들은 라트비아의 다른 대부분의 민족들과 달랐다. 이들 중 가장 큰 사회 집단은 소작농(54%)이었으며, 이들은 라트비아의 러시아인 대다수를 차지했다. 중산층은 35%, 세습 귀족과 개인 귀족은 8%를 차지했다. 그들의 집단적 특성에 관한 한, 러시아인들은 라트비아의 폴란드인들과 많이 비슷했지만 주로 농민인 라트비아인들과는 달랐고, 그리고 주로 중산층이나 귀족들에 속하는 독일인들과는 달랐다.

## 라트비아에서 독립 (1990년~현재)

### 분배

라트비아 및 기타 발트해 국가의 러시아인 비율 분포 (2021년)

라트비아의 러시아인들은 주로 도시 지역에 산다. 2006년 기준으로 러시아인은 수도 리가의 42.3%, 두 번째로 큰 도시인 다우가프필스의 53.5%를 차지한다. 소련 치하에서, 러시아인들은 주로 공장 노동자들을 고용하기 위해 산업 중심지에 정착했고, 농촌 지역은 러시아-라트비아 혼성촌의 역사가 더 긴 동부 지역을 제외하고 거의 전적으로 라트비아인들이 거주했다. 2018년 초에는 러시아인이 인구의 25.2%를 차지했다.
라트비아 중앙통계국에 따르면 2011년부터 2017년까지 19,932명의 러시아인이 라트비아로 이주했으며 48,851명의 러시아인이 다른 나라로 이주했다.

### 시민권
]]

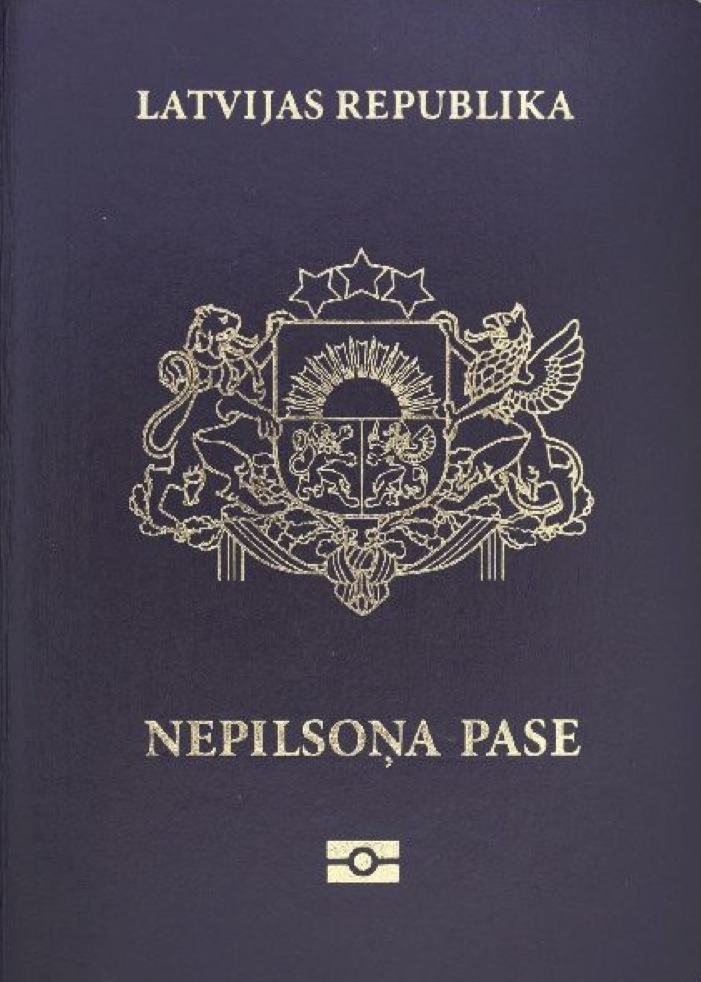
2017년 1월 1일 라트비아의 러시아인 557,618명 중 28.5%인 159,069명이 비시민권자였다.

1991년 라트비아가 다시 독립한 후, 1940년 6월 이후에 조상이 도착한 사람에게 자동으로 시민권을 부여하지 않았다. 라트비아어와 역사에 대한 지식은 시민권을 얻기 위한 조건으로 설정되었다. 그러나 라트비아의 상당수의 러시아인들은 여전히 외국인 신분을 가지고 있다. 2017년 1월 기준으로 라트비아의 러시아인 중 71.1%가 시민권을 가지고 있다.
1992년 여름 이전에 합법적으로 라트비아에 거주지를 얻은 사람은 누구나 라트비아 독립 시 거주지를 주장할 수 있었다. 반환된 재산 소유자는 다른 곳의 동등한 토지로 보상받았으며, 특정 재산 자체를 환수할 의지가 없었으며, 사유화된 재산의 주식을 취득할 때 할인 쿠폰으로 사용될 수 있는 증서로 보상받았다. 라트비아 정부는 또한 민족이나 시민권, 비시민적 지위에 관계없이 모든 거주 퇴직자에게 연금을 지급한다.

### 러시아어
라트비아의 일부 러시아인과 러시아어 화자(특히 사회민주당 "조화", 라트비아 러시아계 연합, 러시아어 학교 보호 및 모국어를 위한 본부!)는 라트비아어가 국가언어법에 의해 유일한 공용어로 정의되어 있기 때문에 러시아어의 지위가 문제가 되고 있다.
2012년 2월 18일, 라트비아는 러시아어를 제2공용어로 채택할 것인지에 대한 국민투표를 실시했다. 중앙선관위에 따르면 반대 74.8%, 찬성 24.9%, 투표율 71.1%를 기록했다.
2019년부터 러시아어, 문학 수업 등 러시아 소수민족의 문화와 역사 관련 과목을 제외한 공립 고등학교 일반 교습은 물론 사립대학과 대학에서도 러시아어 교육이 점차 중단된다.